# Glyn Pardoe
Glyn Pardoe (Winsford, 1º giugno 1946 – Manchester, 26 maggio 2020) è stato un calciatore e allenatore di calcio inglese, di ruolo difensore o attaccante.
Leggenda dei Citizens con cui, esordendo l'11 aprile contro il Birmingham City all'età di 15 anni e 341 giorni, divenne il più giovane debuttante della storia del club.

## Biografia
Nato nella contea del Cheshire era il cugino del compagno di squadra Alan Oakes ed il nonno materno di Tommy Doyle, anche egli giocatore nel City.

## Carriera

### Club
È il più giovane esordiente del Manchester City con cui scese per la prima volta in campo l'11 aprile 1962 nel match contro il Birmingham City. Con la divisa dei Sky Blues giocò un totale di 380 partite andando a rete per ben 22 volte. In 14 anni con la stessa squadra (dal 1962 al 1976) vinse una Coppa delle Coppe, un campionato inglese, una FA Cup, una FA Community Shield ed una Coppa di Lega inglese, quest'ultima segnando in finale il gol vittoria contro il West Bromwich.

## Palmarès

### Club

#### Competizioni nazionali
- Campionato inglese: 1

Manchester City: 1967-1968
- Community Shield: 1

Manchester City: 1968
- Coppa d'Inghilterra: 1

Manchester City: 1968-1969
- Coppa di Lega inglese: 1

Manchester City: 1969-1970

#### Competizioni internazionali
- Coppa delle Coppe: 1

Manchester City: 1969-1970